# Fylkisvöllur
Fylkisvöllur – stadion piłkarski w Reykjavíku, w Islandii. Obiekt może pomieścić 1854 widzów. Swoje spotkania rozgrywają na nim piłkarze klubu Fylkir.